# Stenocactus vaupelianus
Stenocactus vaupelianus ist eine Pflanzenart in der Gattung Stenocactus aus der Familie der Kakteengewächse (Cactaceae). Das Artepitheton vaupelianus ehrt den deutschen Botaniker Friedrich Vaupel.

## Beschreibung
Der gewöhnlich einzelne mattgrüne Pflanzenkörper ist halbkugelförmig und erreicht Durchmesser von 7 bis 9 Zentimeter. Sein Scheitel ist mit weißer Wolle bedeckt und dicht von Dornen eingehüllt. Er hat 30 bis 40 dünne, wellenförmige Rippen. Die 1 bis 2 pfriemlichen, spitzen Mitteldornen sind aufrecht oder abwärts gekrümmt und werden bis 7 Zentimeter lang. Anfangs sind sie bräunlich schwarz, später werden sie rötlich braun. Die 15 bis 25 weißen, nadelartigen Randdornen sind waagerecht ausgerichtet und werden 1 bis 1,5 Zentimeter lang.
Die blassgelben Blüten sind bis zu 2 Zentimeter lang. Über das Aussehen der Früchte ist nichts bekannt.

## Verbreitung, Systematik und Gefährdung
Stenocactus vaupelianus ist in Mexiko im Bundesstaat Hidalgo verbreitet.
Die Erstbeschreibung als Echinocactus vaupelianus erfolgte 1931 durch Erich Werdermann. Frederik Marcus Knuth stellte die Art als Stenocactus vaupelianus in die Gattung Stenocactus. Weitere nomenklatorische Synonyme sind Echinofossulocactus vaupelianus (Werderm.) Oehme (1938), Ferocactus vaupelianus (Werderm.) N.P.Taylor (1980) und Echinofossulocactus spinosus f. vaupelianus (Werderm.) P.V.Heath (1992).
In der Roten Liste gefährdeter Arten der IUCN wird die Art als „Data Deficient (DD)“, d. h. mit keinen ausreichenden Daten geführt.

## Nachweise